# 2010年12月英國

## 12月31日
- 英廷在《倫敦憲報》公佈2011年元旦授勳名單，嘉敘英國海內外各界立功臣民，其中以飾演神探赫丘勒·白羅而著稱的男演員大衛·蘇歇獲勳CBE勳銜，蘇格蘭女歌手安妮·藍妮克絲獲OBE勳銜。BBC （页面存档备份，存于）
- 前怡和、置地主席、匯豐大班兼香港行政立法兩局非官守議員紐璧堅獲勳爵士勳銜，以表揚他在癌症研究方面的義務貢獻。憲報 （页面存档备份，存于）
- 英國本土亦有數名香港移民獲勳，代表倫敦唐人街華商的倫敦華埠商會主席鄧柱廷榮膺OBE勳銜，位於米德爾塞克斯的豪士羅中文學校校長鐘謝潤月獲賜封MBE勳銜。憲報 （页面存档备份，存于）
- 香港演藝學院校長湯柏燊教授（Professor Kevin Thompson）獲授OBE勳銜，是今次授勳名單唯一一位在香港獲勳的香港人。憲報 （页面存档备份，存于）

## 12月30日
- 多名主要工會領袖發表新年講話，批評聯合政府的削減公共開支計劃，揚言明年是「可怕」的一年，預言工會將發動工業行動回應。BBC （页面存档备份，存于）
- 國家檔案局公開一批滿30年保密期的官方文件，當中包括一份由前首相麥美倫於1980年撰寫的的備忘錄，內容建議當時出任首相滿一年的戴卓爾夫人停止推行貨幣主義經濟政策，擔心會造成高失業率、社會分化及推垮工業發展。BBC （页面存档备份，存于）

## 12月29日
- 北愛爾蘭有多條食水輸水管因寒冷天氣爆裂，40,000人家中沒有食水供應，影響遍及北愛近80個市鎮，部份家庭缺水達八日。BBC （页面存档备份，存于）
- 政府就公益捐獻發表綠皮書，提出多項鼓勵國民捐助慈善事業的建議，包括在報稅、申請駕駛執照和護照的時候可選擇一併作出捐獻，另又研究使用信用卡付款的時候可將「零頭」捐助公益機構，此外，如果彩票得獎者將大筆獎金捐助作慈善用途，可獲官員致函表揚。BBC （页面存档备份，存于）

## 12月28日
- 政府決定保留在貝理雅任相期間設立的官方網上請願網站，並考慮讓逾10萬人聯署的請願議題提交國會辯論，令網上請願有機會成為草案，甚至成為法案。BBC （页面存档备份，存于）
- 有機構調查發現全國有超過100萬名學童家中沒有電腦，另有近200萬名學童家中無法上網，調查機構指出家中沒有電腦影響兒童學習進度，而高收入家庭的電腦覆蓋比率遠比低收入家庭高。教育部對調查未有回應。BBC （页面存档备份，存于）

## 12月27日
- 九名男子被控涉嫌在聖誕節前夕計劃於本土發動恐怖襲擊，在西敏裁判司署提堂，全部需繼續還押。提堂九人年齡介乎19至28歲，其中三人來自卡迪夫、兩人來自倫敦，其餘四人來自特倫特河畔斯托克，另外有三人亦在較早時一同被捕，但其後獲無條獲釋。BBC （页面存档备份，存于）
- 皇家護理學院總幹事彼得·卡特博士（Dr Peter Carter）在《觀察家報》撰文，批評政府為英格蘭公立醫院訂立未來四來削減200億英鎊經費的目標，擔心會導致27,000個職位流失，直接打擊醫療服務水平。BBC （页面存档备份，存于）、觀察家報 （页面存档备份，存于）

## 12月26日
- 倫敦地鐵職工發動罷工，要求在節禮日工作獲得三倍工資和補假，地鐵服務大受影響。BBC （页面存档备份，存于）
- 因應近日希斯洛機場大批旅客受暴風雪影響而滯留的事件，政府建議日後機場營運商如果未能妥善就惡劣天氣作好準備，或令旅客失望，可面臨罰款，消息指最高罰款可達機場收費的百分之七。BBC （页面存档备份，存于）

## 12月25日
- BBC統計數字顯示，今年將是英國自1910年以來最寒冷的12月。BBC （页面存档备份，存于）
- 坎特伯雷大主教羅恩·威廉斯博士在根德郡坎特伯雷座堂主持聖誕佈道，他表示社會上富裕的一群要回饋社會，另外又借威廉王子和凱蒂·米德爾頓明年大婚，指出每一段基督教的婚姻都帶來希望。BBC （页面存档备份，存于）
- 法兰德的一对情侣在朗伍德巷（Longwood Lane）某高尔夫球场旁遛狗时发现一具衣着完好的尸体，经警方确认，死者为此前失踪已有数日的乔安娜·叶茨。此即为广受关注的乔安娜·叶茨谋杀案。BBC （页面存档备份，存于）

## 12月24日
- 英女皇伊利沙伯二世將於明日聖誕節發表預先錄製好的聖誕文告。女皇在文告中特別呼籲人民多做體育運動和義務工作，認為此舉有助以嶄新角度面對人生，以及發展多元技能。今年女皇首次選擇在漢普敦宮錄製文告，而非按傳統在白金漢宮製作。BBC （页面存档备份，存于）
- 受新一輪暴風雪吹襲，平安夜部份地區多班火車取消或延誤，鐵路交通繁忙，氣象台預料新一輪暴風雪將為英國帶來惡劣天氣。BBC （页面存档备份，存于）

## 12月23日
- 下議院公共帳目委員會關注前工黨政府向非洲和亞洲國家捐贈1億英鎊、用以提升小學教育水平的善款，質疑善款未能用得其所，而且有被挪用之嫌。聯合政府指出這是前工黨政府管理失當所致。BBC （页面存档备份，存于）
- 《每日電訊報》公開聯合內閣數名自民黨籍官員私下批評執政保守黨的談話內容，這些談話內容由該報記者假扮自民黨選民而套取得來，當中有個別自民黨籍官員批評英揆大衛·卡梅倫不可信，甚至表示「非常討厭財相歐思邦」。涉事的多名自民黨籍官員在事件公開後，已先後就失當言論致歉。BBC （页面存档备份，存于）
- 不少國民趁聖誕前夕外出購物和探訪親友，導致各地公路繁忙，多處路段交通擠塞，而格域機場、倫敦城市機場和希斯路機場的班次水平已回復至接近正常水平，不過氣象台警告，未來數日又會有一場暴風雪吹襲。BBC （页面存档备份，存于）

## 12月22日
- 坎布里亞郡錄得黎克特制3.6級地震，鄰近的蘭開夏、蘇格蘭西南部、約克郡部份地區、諾森伯蘭郡和曼島均感受到震動。當局至今未有收到任何傷亡及建築物損毀報告，地質專家指今次地震程度屬於正常水平。BBC （页面存档备份，存于）
- 對於希思羅機場過去數日缺乏人手清理跑道積雪、以及未能疏導大批滯留旅客，負責營運機場的英國航空管理局行政總裁科林·馬修斯（Colin Matthews）表示會為連日來的事件負責，決定放棄今年總共六位數字英鎊的花紅。雖然希思羅機場正逐步疏導旅客，但氣象台警局英國未來數日可能有新一輪暴風雪吹襲。BBC （页面存档备份，存于）
- 政府最新經濟數據調低多項GDP增長水平，今年第三季修訂增長率由原來的百分之0.8下調到0.7，第二季和第一季的增長率亦分別由原來的百分之1.2下調到1.1、以及由百分之0.4下調到0.3，此外，比較去年同期的第三季GDP增長率，亦由原先的百分之2.8降到2.7。分析指，隨著政府在明年1月4日起將增值稅稅率由現時百分之17.5上調至百分之20，預料會進一步拖低GDP增長。BBC （页面存档备份，存于）

## 12月21日
- 英揆大衛·卡梅倫對於希思羅機場大量航班因暴風雪而取消或延誤感到「困擾」，他說內閣在周二的會議上已詳細談論事件。另外，部份滯留在希思羅機場多日的旅客獲安排轉往曼徹斯特機場改乘其他航班，預料首班開出的是一班飛往香港的國泰航空航班。BBC （页面存档备份，存于）
- 商務大臣祈維信博士在私人場合中，向兩名假扮選區支持者的《每日電訊報》記者表示，在聯合內閣供職猶如「打仗」，又批評政府推動政策的手法像「毛澤東主義革命」，並揚言自己辭職可令聯合內閣瓦解。言論被公開後，英揆大衛·卡梅倫表示祈維信對言論「深感歉疚」，而祈維信亦發聲明澄清自己無意辭職。BBC （页面存档备份，存于）

## 12月20日
- 政府表示英格蘭地區的大學教育經費將於2011年至2012年財政年度由原來的49億英鎊，削減大約百分之6至46億英鎊。BBC （页面存档备份，存于）
- 英國的航空交通繼續受暴風雪影響，英國航空表示希思羅機場的所有短途航班仍然取消，但長途航班陸續重開。有計劃乘搭國泰航空客機前往香港渡過聖誕的旅客，由星期六起一直滯留希思羅機場，最後決定取消行程。運輸大臣夏文達則強調要以航班安全為首要考慮，不能貿然重開航班。BBC （页面存档备份，存于）

## 12月19日
- 政府發言人強調，皇家郵政日後即使出售予外國公司，也保證郵票上展示「女皇頭」的傳統會獲得保留，政府現正就皇家郵政私有化著手草擬《郵政服務草案》。BBC （页面存档备份，存于）
- 英國繼續受暴風雪吹襲，倫敦格域機場和希斯洛機場絕大部份航班取消，大批準備外遊渡過聖誕假期的旅客滯留。氣象局預測約克郡、英格蘭東北部和蘇格蘭北部會有另一場更強勁的暴風雪，並勸諭愛丁堡地區的市民如無必要，請勿外訪。氣象局在大部份降雪地區錄得最厚10厘米的積雪，部份高地的積雪則厚達20厘米，普遍地區氣溫徘徊在攝氏零下5度，個別地方氣溫低至攝氏零下19度。BBC （页面存档备份，存于）

## 12月14日
- 維基解密最新公開一封在2006年撰寫的外交電文，透露美國政府認為英國在2005年倫敦七七爆炸案後，依然未能有效打擊英國本土極端伊斯蘭恐怖分子在境內的活動。BBC （页面存档备份，存于）
- 上議院即將就政府的英格蘭地區大學加費方案展開辯論，另方面，有行動不便的示威者投訴聲稱在上周四的反大學加費遊行期間，被在場警察推落輪椅。BBC （页面存档备份，存于）

## 12月13日
- 內政大臣文翠珊向下院交代上周四在倫敦市中心舉行的大型反大學加費示威，她強調政府現時仍禁止警方在威爾斯和英格蘭地區使用水砲，但會考慮引入其他措施加強維持公眾秩序。蘇格蘭場較早前曾向北愛爾蘭方面徵詢使用水砲的意見，但發言人澄清現階段無計劃向北愛爾蘭引入水砲。BBC （页面存档备份，存于）
- 社區大臣白高志公佈，在下一財政年度，撥歸英格蘭地區各個地方議會的核心中央政府撥款將削減百分之9.9，隨後在2012年至2013年財政年度再削減百分之7.3，在未來四年撥歸地方政府的經費總共會削減百分之28。白高志強調，若加上其他各項撥款，各地方議會在下一財政年度平均只會削減百分之4.4的經費，並承諾會向有需要的地方政府投放更多資源。BBC （页面存档备份，存于）

## 12月12日
- 內政大臣文翠珊證實，在周四的反大學加費示威當日，與皇儲查理斯王子一同乘坐轎車駛經示威現場附近的卡米拉，的確與示威者「有接觸」，但她拒絕評論卡米拉是否被示威學生用棒打中。倫敦警察廳發出14名人士的照片，指他們涉嫌在周四示威中作出襲擊公職人員和毀壞公物等暴力行為，呼籲他們與警方聯絡，也請知情人士提供資料協助。BBC （页面存档备份，存于）
- 皇室方面公佈兩幀威廉王子與未婚妻凱蒂·米德爾頓的官式訂婚照，負責拍攝的攝影師亦曾為已故威爾斯王妃戴安娜拍照。BBC （页面存档备份，存于）

## 12月10日
- 英揆大衛·卡梅倫譴責昨日有反對大學加費的示威者襲擊威爾斯親王伉儷乘坐的坐駕，而下議院昨日亦通過調高英格蘭地區的本地生大學學費至每年最高9,000英鎊。BBC （页面存档备份，存于）、BBC （页面存档备份，存于）
- 雖然昨日有21名自民黨議員在下院表決大學加費方案上投反對票，但身兼副首相的自民黨黨魁尼克·克萊格、以及另一位份屬自民黨的商務大臣祈維信博士，均強調自民黨仍然「團結」。BBC （页面存档备份，存于）

## 12月9日
- 數千名大學生在國會外示威，抗議下院辯論和準備表決調高英格蘭地區的大學學費至每年最高9,000英鎊的方案，示威者與在場防暴警察發生衝突。BBC （页面存档备份，存于）
- 方案表決前夕，屬於自民黨籍的商務大臣祈維信博士強調大學加費方案公平和可維持教學質素，但兩任前自民黨黨魁查爾斯·甘迺迪和曼茲·坎貝爾爵士已表態投反對票，另外已知至少有12名自民黨議員會投反對票，而18名在政府身兼官職的自民黨議員則準備投贊成票。BBC （页面存档备份，存于）

## 12月8日
- 卸任首相後保持低調的白高敦發行回憶錄，透露1997年上任財相之初，內閣絕大部閣揆都支持英國加入歐元區，但經他大力堅持下才暫時打消念頭，事後證明英鎊不加入歐元區是正確的決定。BBC （页面存档备份，存于）
- 英國全國天氣持續寒冷，蘇格蘭和英格蘭北部部份地區氣溫低至攝氏零下18度，運輸大臣夏文達建議國民與鄰舍互助清理路面積雪。BBC （页面存档备份，存于）

## 12月7日
- 被指涉嫌在瑞典性侵犯兩名女子的維基解密網站創辦人朱利安·阿桑奇向倫敦警方自首，西敏市裁判司署拒絕阿桑奇的保釋申請，下周提堂。BBC （页面存档备份，存于）
- 新一輪暴風雪吹襲蘇格蘭、北愛爾蘭和英格蘭北部，蘇格蘭在大約900所學校被迫關閉，北愛爾蘭和坎布里亞郡分別有大約700所和70所學校關閉。BBC （页面存档备份，存于）

## 12月6日
- 政府計劃在2015年前為全國鋪設超高速寬頻網絡。BBC （页面存档备份，存于）
- 內政部對英格蘭及威爾斯地區的警務開支將由2012年至2013年度起將削減百分之8，在2013年至2014年度削減百分之6，隨後兩年每年再削減百分之4。警務協會促請內政部儘早檢討削減警務開支的幅度，否則會對前線服務構成嚴重影響。BBC （页面存档备份，存于）

## 12月5日
- 雖然西班牙航空交通管制員結束罷工，但當局警告航班延誤的情況短期內會持續，至今估計有20,000名英國旅客受事件影響。BBC （页面存档备份，存于）
- 政府建議代貧苦學生支持大學學費一年，對於一些學費昂貴的大學，則可代為支付最多兩年學費。BBC （页面存档备份，存于）

## 12月4日
- 數以千計英國旅客因西班牙航空管制員發動全國性罷工而滯留當地。BBC （页面存档备份，存于）
- 英國全國持續受寒冷天氣和暴風雪影響，氣象台預料下周天氣仍然相當寒冷，而皇家郵政表示百分之10的郵件因路面濕滑而派遞受阻，另有不少油站未有足夠補給送達，面臨燃油短缺。BBC （页面存档备份，存于）

## 12月3日
- 首位因為涉嫌詐取議員津貼而面臨司法審訊的前工黨籍下議院議員大衛·蔡特（David Chaytor），在案件開審前三日宣佈認罪，南華克皇室法庭將於明年1月7日判刑。蔡特去年被揭發在2004年償清樓宇按揭後，繼續申請13,000英鎊按揭津貼，另加上其他詐騙控罪，前後涉嫌詐取超過20,000鎊津貼，他在事件曝光後宣佈放棄參與今年5月的大選。BBC （页面存档备份，存于）
- 維基解密最新公開的美國國務院內部文件，形容前英揆白高敦被形容欠缺魅力，其內閣在上任後僅一年多已被認為「無可挽救」。BBC （页面存档备份，存于）

## 12月2日
- 英國全國繼續受嚴冬與暴風雪吹襲，陸空交通癱瘓，西約克郡部份地區積雪厚達30厘米，運輸大臣夏文達強調會盡一切辦法確保全國正常運作。BBC （页面存档备份，存于）
- 獨立國會規範管理局發表報告，表示在5月7日至8月31日其間，全院650名下議院議員一共申領310萬鎊津貼，申領津貼最多的一位一共申領22,000鎊，最少的一位只申領了8.7鎊，而包括副首相尼克·克萊格和商務大臣祈維信在內的78名下院議員從沒申領津貼。BBC （页面存档备份，存于）

## 12月1日
- 維基解密最新公開的機密文件透露，現任英倫銀行行長金默文今年大選曾在私人場合認為，保守黨黨魁大衛·卡梅倫和他的影子財相歐思邦缺乏經濟經驗和太富「政治」色彩。文件公開後，英倫銀行強調金默文與兩人維繫「有效」的合作關係，首相府方面則拒絕置評。BBC （页面存档备份，存于）
- 英國絕大部份地區持續受暴風雪吹襲，陸空交通嚴重受阻，數千間學校關閉。氣象台向英國東部和中部廣泛地區發出暴風雪警告，並向個別地區發出雪崩警告。BBC （页面存档备份，存于）

| 依月份排列新聞動態 |
| \| - 2014年英國：1月 - 2月 - 3月 - 4月 - 5月 - 6月 - 7月 - 8月 - 9月 - 10月 - 11月 - 12月 - 2013年英國：1月 - 2月 - 3月 - 4月 - 5月 - 6月 - 7月 - 8月 - 9月 - 10月 - 11月 - 12月 - 2012年英國：1月 - 2月 - 3月 - 4月 - 5月 - 6月 - 7月 - 8月 - 9月 - 10月 - 11月 - 12月 - 2011年英國：1月 - 2月 - 3月 - 4月 - 5月 - 6月 - 7月 - 8月 - 9月 - 10月 - 11月 - 12月 - 2010年英國：1月 - 2月 - 3月 - 4月 - 5月 - 6月 - 7月 - 8月 - 9月 - 10月 - 11月 - 12月 - 2009年英國：1月 - 2月 - 3月 - 4月 - 5月 - 6月 - 7月 - 8月 - 9月 - 10月 - 11月 - 12月 - 2008年英國：1月 - 2月 - 3月 - 4月 - 5月 - 6月 - 7月 - 8月 - 9月 - 10月 - 11月 - 12月 檢閱 \| |
| - 2014年英國：1月 - 2月 - 3月 - 4月 - 5月 - 6月 - 7月 - 8月 - 9月 - 10月 - 11月 - 12月 - 2013年英國：1月 - 2月 - 3月 - 4月 - 5月 - 6月 - 7月 - 8月 - 9月 - 10月 - 11月 - 12月 - 2012年英國：1月 - 2月 - 3月 - 4月 - 5月 - 6月 - 7月 - 8月 - 9月 - 10月 - 11月 - 12月 - 2011年英國：1月 - 2月 - 3月 - 4月 - 5月 - 6月 - 7月 - 8月 - 9月 - 10月 - 11月 - 12月 - 2010年英國：1月 - 2月 - 3月 - 4月 - 5月 - 6月 - 7月 - 8月 - 9月 - 10月 - 11月 - 12月 - 2009年英國：1月 - 2月 - 3月 - 4月 - 5月 - 6月 - 7月 - 8月 - 9月 - 10月 - 11月 - 12月 - 2008年英國：1月 - 2月 - 3月 - 4月 - 5月 - 6月 - 7月 - 8月 - 9月 - 10月 - 11月 - 12月 檢閱       |